# Bob Warlick
Robert Lee Warlick, detto Bob (Hickory, 20 marzo 1941 – 6 settembre 2005), è stato un cestista statunitense, professionista nella NBA e nella ABA.